# Vandières (Marne)
Vandières és un municipi francès, situat al departament del Marne i a la regió del Gran Est. L'any 2007 tenia 336 habitants.

## Demografia

### Població
El 2007 la població de fet de Vandières era de 336 persones. Hi havia 142 famílies, de les quals 40 eren unipersonals (28 homes vivint sols i 12 dones vivint soles), 41 parelles sense fills, 49 parelles amb fills i 12 famílies monoparentals amb fills.
La població ha evolucionat segons el següent gràfic:
Habitants censats

### Habitatges
El 2007 hi havia 190 habitatges, 142 eren l'habitatge principal de la família, 8 eren segones residències i 39 estaven desocupats. 188 eren cases i 2 eren apartaments. Dels 142 habitatges principals, 125 estaven ocupats pels seus propietaris, 15 estaven llogats i ocupats pels llogaters i 2 estaven cedits a títol gratuït; 2 tenien dues cambres, 13 en tenien tres, 29 en tenien quatre i 98 en tenien cinc o més. 108 habitatges disposaven pel capbaix d'una plaça de pàrquing. A 59 habitatges hi havia un automòbil i a 74 n'hi havia dos o més.

### Piràmide de població
La piràmide de població per edats i sexe el 2009 era:
| Homes | Edats   | Dones |
| ----- | ------- | ----- |
| 0     | 95 o +  | 0     |
| 0     | 90 a 94 | 0     |
| 0     | 85 a 89 | 4     |
| 4     | 80 a 84 | 12    |
| 4     | 75 a 79 | 12    |
| 0     | 70 a 74 | 12    |
| 8     | 65 a 69 | 8     |
| 8     | 60 a 64 | 4     |
| 12    | 55 a 59 | 12    |
| 12    | 50 a 54 | 16    |
| 12    | 45 a 49 | 12    |
| 12    | 40 a 44 | 12    |
| 8     | 35 a 39 | 20    |
| 8     | 30 a 34 | 4     |
| 16    | 25 a 29 | 4     |
| 9     | 20 a 24 | 12    |
| 12    | 15 a 19 | 8     |
| 4     | 10 a 14 | 12    |
| 16    | 5 a 9   | 8     |
| 0     | 0 a 4   | 0     |

## Economia
El 2007 la població en edat de treballar era de 214 persones, 172 eren actives i 42 eren inactives. De les 172 persones actives 164 estaven ocupades (95 homes i 69 dones) i 8 estaven aturades (3 homes i 5 dones). De les 42 persones inactives 18 estaven jubilades, 14 estaven estudiant i 10 estaven classificades com a «altres inactius».

### Ingressos
El 2009 a Vandières hi havia 144 unitats fiscals que integraven 338 persones, la mediana anual d'ingressos fiscals per persona era de 28.820 €.

### Activitats econòmiques
Dels 9 establiments que hi havia el 2007, 1 era d'una empresa alimentària, 2 d'empreses de fabricació d'altres productes industrials, 2 d'empreses de construcció, 2 d'empreses de comerç i reparació d'automòbils, 1 d'una empresa de serveis i 1 d'una empresa classificada com a «altres activitats de serveis».
L'únic servei als particulars que hi havia el 2009 era un paleta.
L'any 2000 a Vandières hi havia 83 explotacions agrícoles que ocupaven un total de 605 hectàrees.

## Poblacions més properes
El següent diagrama mostra les poblacions més properes.